# Глоги
Глоги је књига посвећена српском глумцу Небојши Глоговцу, објављена 2021. године, а ауторство потписује Александар Ђуричић.
Књигу је издала издавачка кућа Вукотић медија, а велики допринос дали су Глоговчеве колеге и пријатељи који су у ауторским текстовима на особен начин приказали његов лик и дело.

## О књизи
Дана 31. јануара 2021. године објављена је књига Глоги, коју је написао новинар, уредник и публициста Александар Ђуричић, а објавила ју је издавачка кућа Вукотић медија из Београда. У књизи се налазе сведочења Глоговцу блиских људи о његовом животу, као и његове песме. Књига садржи 216 страна, биографског је типа, а у њој се поред песама налазе исечци из глумчевих мемоара и дневника.
Главни уредник књиге била је Дубранка Вујановић, дизајн су радили Иван и Јелена Срећковић, док су аутори фотографија Предраг Митић, Маја Медић, Зоран Јовановић Мачак и Далибор Даниловић. Штампу књиге радило је предузеће Бирограф из Земуна.
У књизи се налазе и исповести младих глумаца као и бардова југословенске глумачке сцене који су говорили о њему. О Глоговцу у овој књизи приповедали су Војин Ћетковић, Наташа Нинковић, Аница Добра, Жарко Лаушевић, Раде Шербеџија, Никола Ђуричко, Вида Огњеновић, Никола Пејаковић, Паоло Мађели, Јагош Марковић, Александар Поповски, као и многе друге Глоговчеве колеге и пријатељи.
Књига је мултимедијално промовисана 2. јуна 2021. године у Установи културе „Стари град” у Београду, а након тога приказан је филм Устав Републике Хрватске где је Глоговац имао главну ролу. На крају премијере књиге представљена је изложба глумчевих фотографија, аутора Далибора Даниловића. Позоришна редитељка и књижевница Вида Огњеновић је током промоције похвалила књигу. За мање од два месеца од објављивања, књига је продата у четири тиража, а највећу пажњу читалаца привукла је екслузивно објављена поезија коју је Глоговац писао.
Након промоције у Београду, књига Глоги промовисана је на Палама, у Источном Сарајеву, Подгорици и Дервенти.

## О Глоговцу
Небојша Глоговац (Требиње, 30. август 1969 — Београд, 9. фебруар 2018) био је српски филмски, телевизијски и позоришни глумац.
Био је члан Дечје драмске групе Радио-телевизије Србије, а глумачку каријеру започео је у Атељеу младих у Панчеву. Године 1996. добио је стипендију од Југословенског драмског позоришта и улогу у представи Велика пљачка, у режији Дејана Мијача на сцени Атељеа 212. Када је био дете појавио се у телевизијској серији Приче из Непричаве, 1981. године. Прву филмску улогу остварио је 1993. године у краткометражном филму Реквијем за један сан у главној улози, а након тога исте године у драми Рај Петра Зеца, где је такође био један од главних глумаца. Након што је скренуо пажњу на свој таленат, добио је улогу у филму редитеља Горчина Стојановића, Убиство с предумишљајем (1995).
Играо је главне улоге у остварењима Убиство с предумишљајем, Буре барута, Небеска удица, Кад порастем бићу Кенгур, Клопка, Хадерсфилд, Жена са сломљеним носем, Бранио сам Младу Босну, Кругови, Равна гора и Устав Републике Хрватске. Вишеструко је награђиван за улоге у позоришту и на филму, а издвајају се Стеријина награда, Цар Константин у Нишу и Златна арена у Пули за најбољу мушку улогу.